# Набуль (вілаєт)
Набуль (араб. ولاية نابل) - вілаєт Тунісу. Адміністративний центр - м. Набуль. Площа - 2 788 км². Населення - 723 800 осіб (2007).

## Географічне положення
Вілаєт розташований на півострові Кап-Бон у північно-східній частині країни. На заході межує з вілаєтом Бен-Арус, на південному заході - з вілаєтом Загуан, на півдні - з вілаєтом Сус. З інших сторін омивається водами Середземного моря: на півночі - Туніська затока, на півдні - затока Хаммамет.

## Населені пункти
- Набуль
- Бені-Халед
- Бені-Х'яр
- Бу-Аркуб
- Азмур
- Дар-Аллуш
- Ель-Хуарія
- Ель-Маамура
- Ель-Міда
- Кромбалья
- Хаммам-Гезез
- Хаммамет
- Келібія
- Керкуан
- Корба
- Корбус
- Мензель-Бузельфа
- Мензель-Хорр
- Мензель-Темім
- Соліман
- Сомаа
- Такелса
- Тазерка
- Заув'єт-Джедіді

| Туніс | Це незавершена стаття з географії Тунісу. Ви можете допомогти проєкту, виправивши або дописавши її. |